# 馬特烏斯·烏里韋
安德烈·馬特烏斯·烏里韋·比利亞（西班牙語：Andrés Mateus Uribe Villa，1991年3月21日—），是一名哥伦比亚足球员，现效力于卡塔尔星级足球联赛俱乐部萨德，同时代表哥倫比亞國家足球隊。司职中场。

## 荣誉

### 俱乐部
国民竞技
- 哥倫比亞足球甲級聯賽冠军：2017春季
- 哥倫比亞盃冠军：2016
- 南美解放者杯冠军：2016
- 南美超級盃冠军：2017

阿美利加
- 墨西哥足球超級聯賽冠军：2018春季
- 墨西哥盃冠军：2019秋季
- 墨西哥冠军杯冠军：2019

波尔图
- 葡萄牙足球超级联赛冠军：2019–20、2021–22
- 葡萄牙盃冠军：2019–20、2021–22、2022–23
- 葡萄牙聯賽盃冠军：2022–23
- 葡萄牙超級盃冠军：2020、2022